# Airberlin

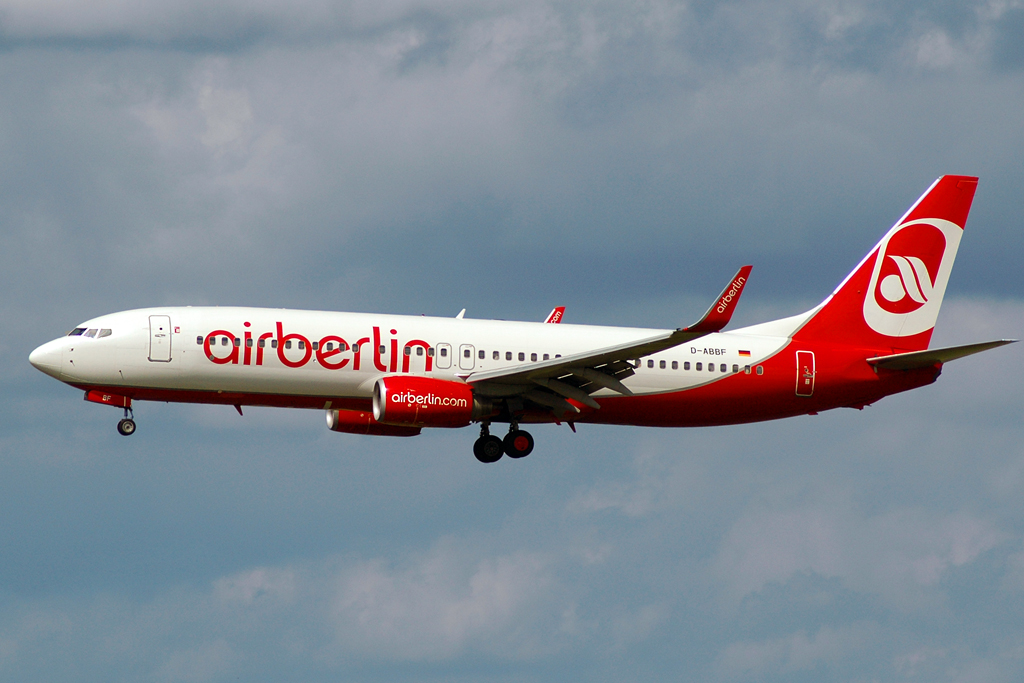
Boeing 737-800 nell'ultima livrea dell'Air Berlin.

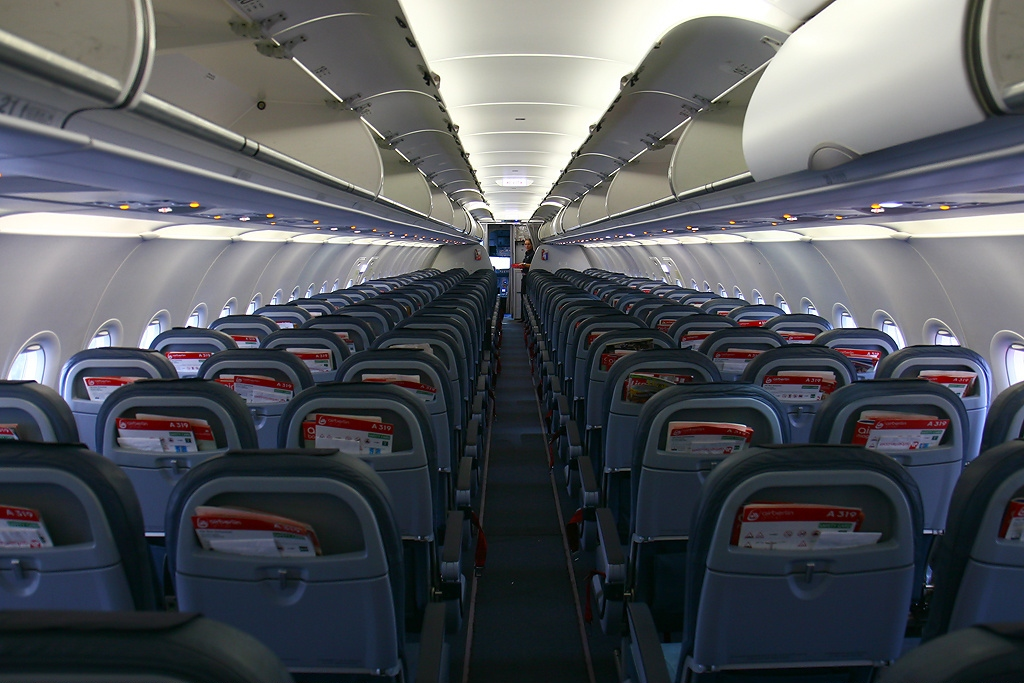
L'interno di un Airbus 319 della Air Berlin.

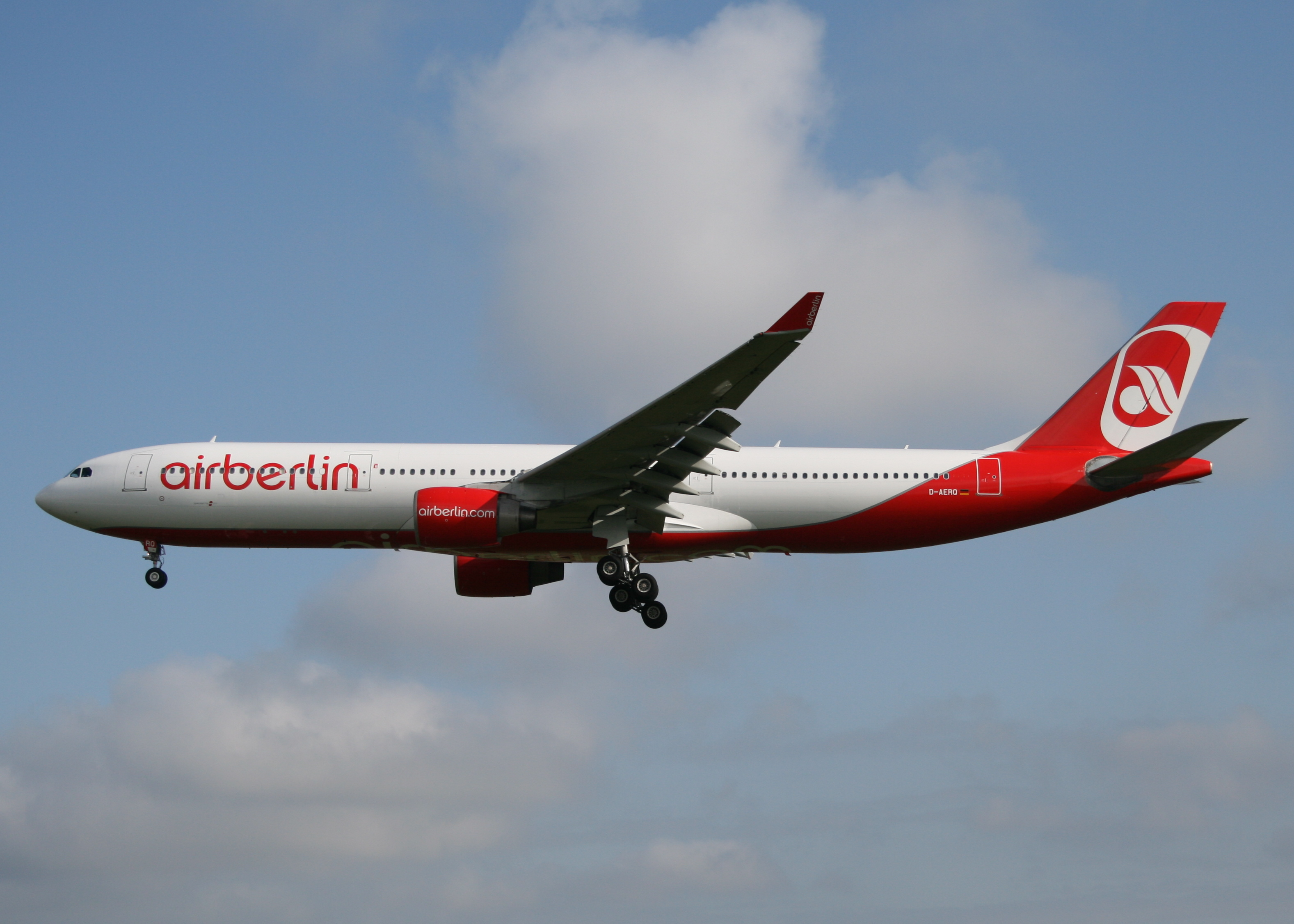
Un Airbus A330-300 della Air Berlin.

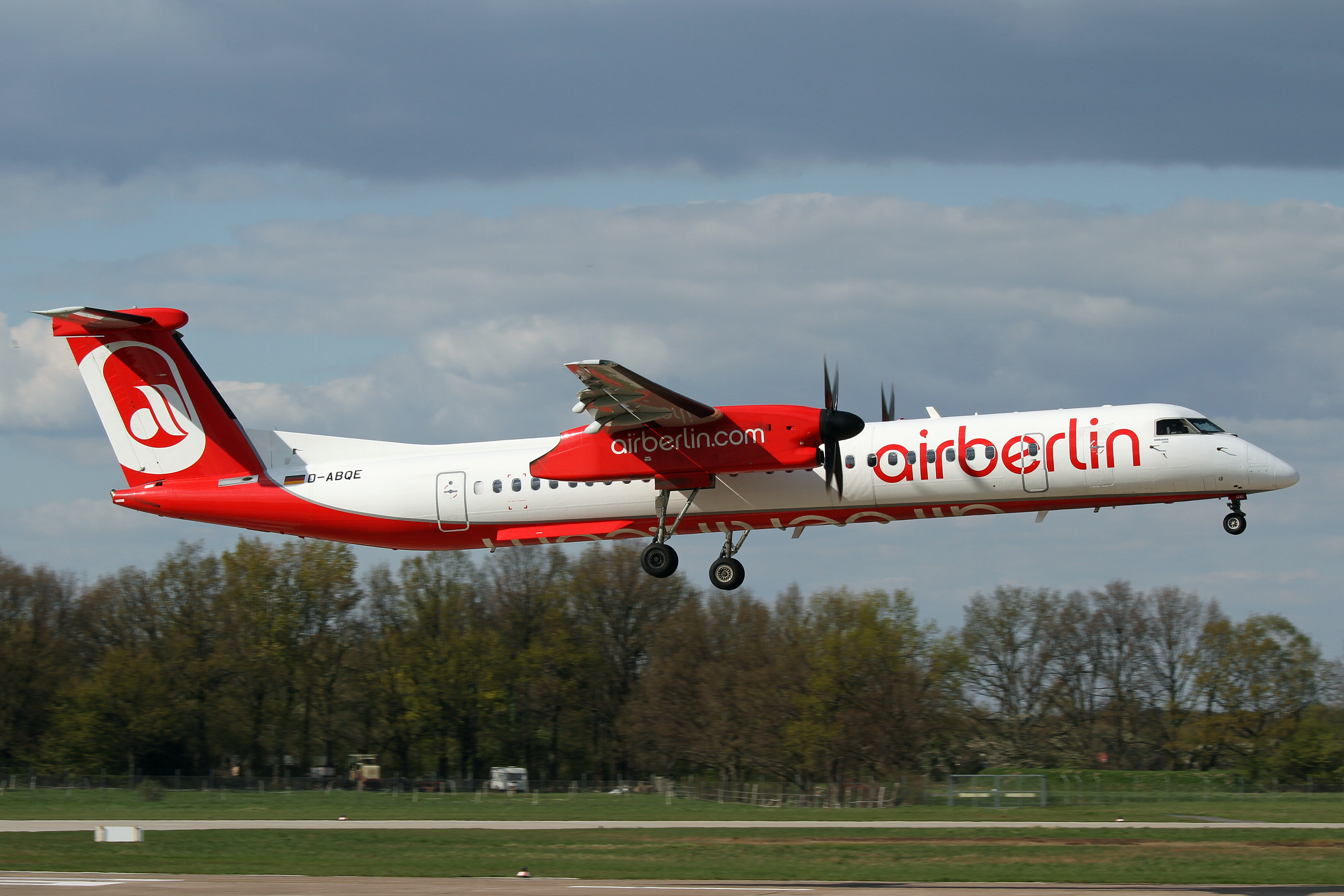
Un Bombardier Dash 8 Q400 della Air Berlin.

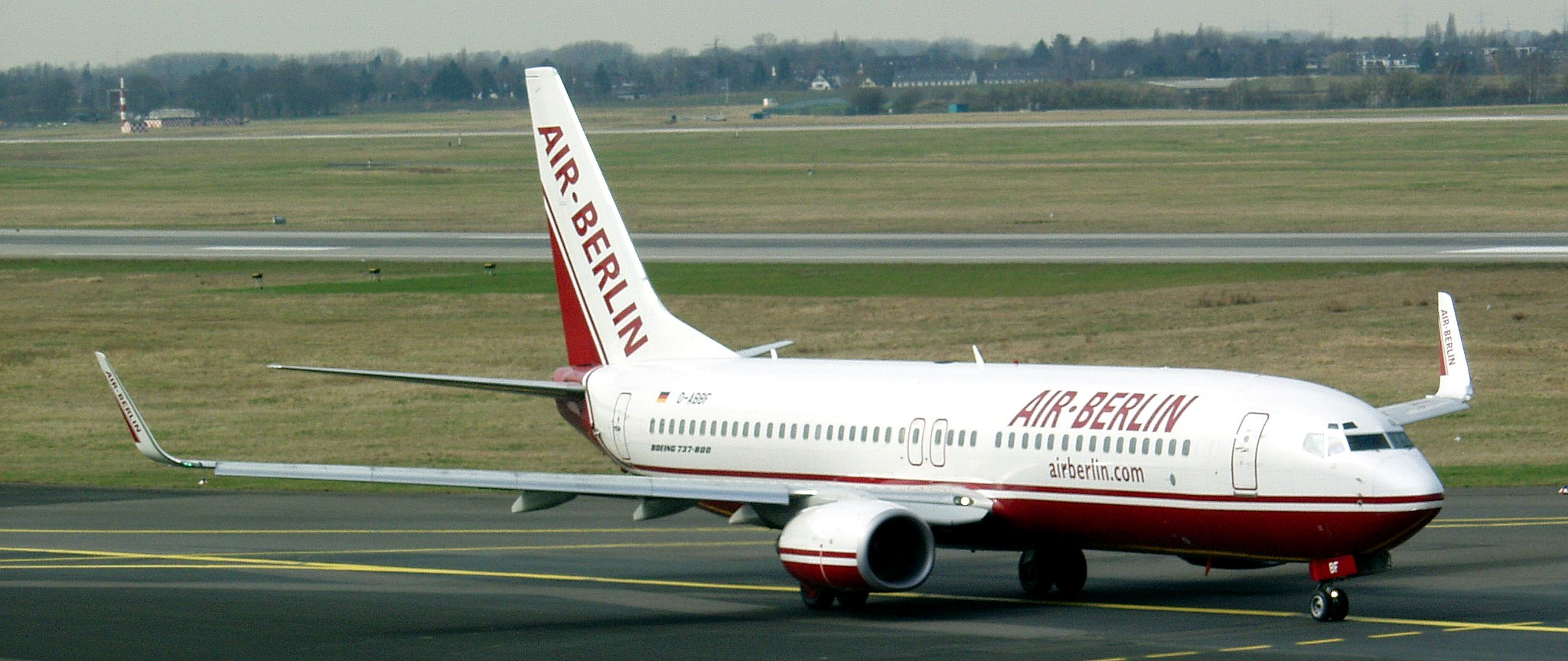
Boeing 737-800 nella livrea storica della Air Berlin.

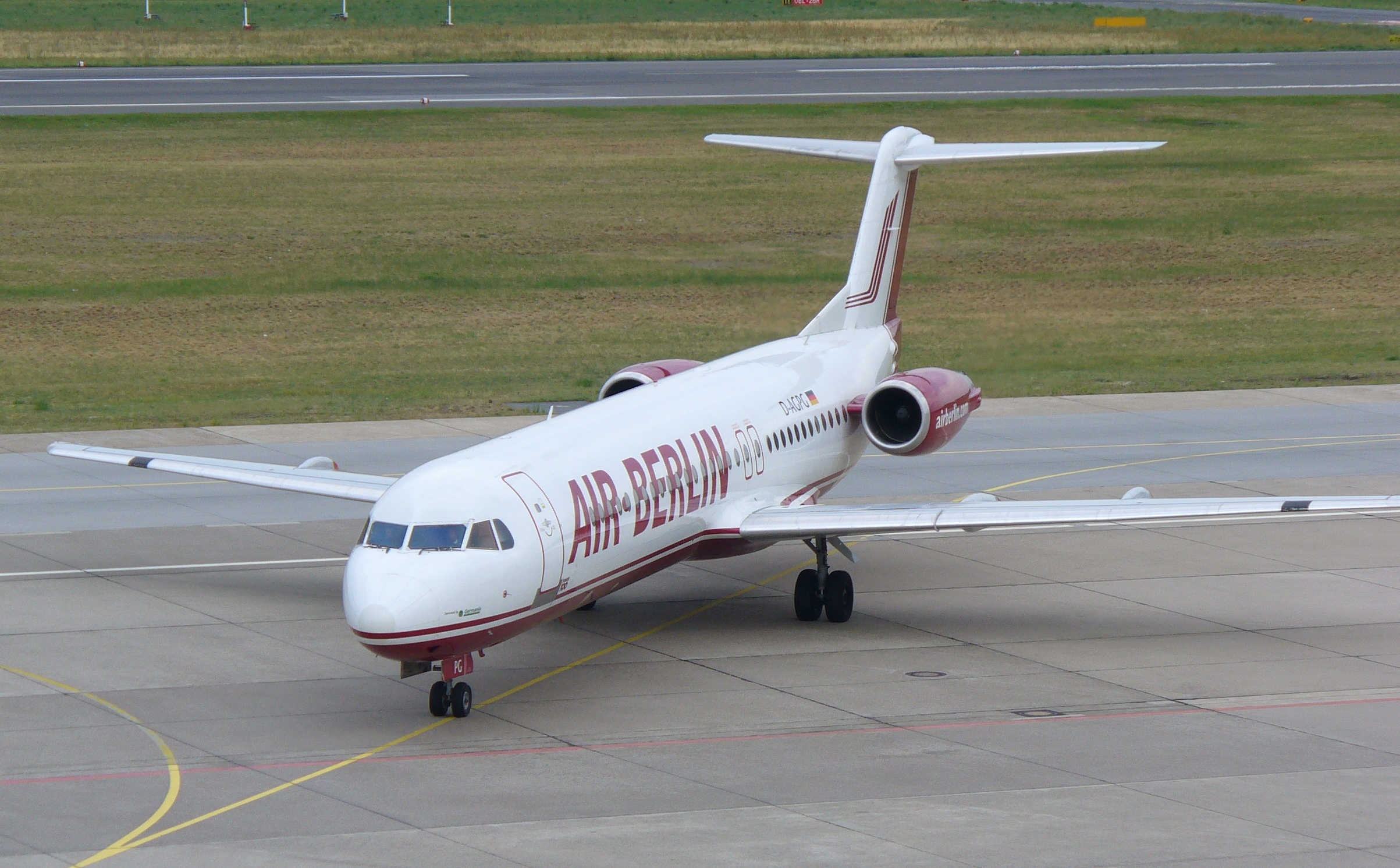
Fokker F100 nella livrea storica della Air Berlin.

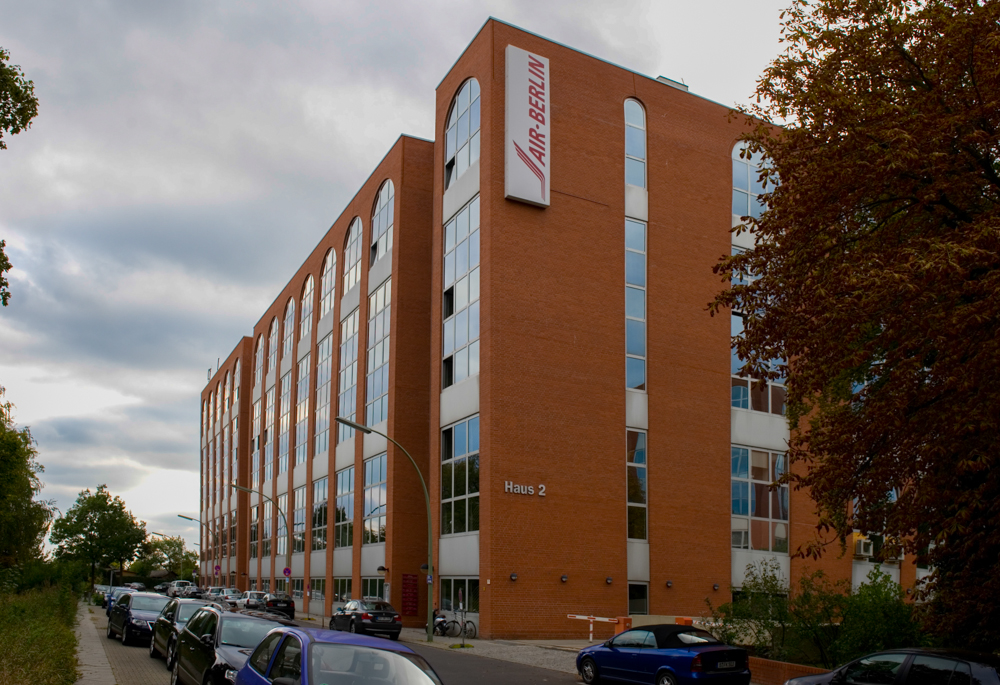
La sede di Air Berlin

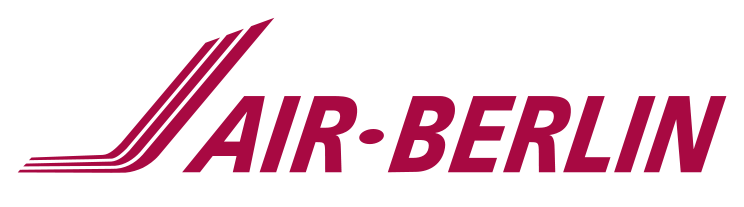
Vecchio logo della Air Berlin.

Air Berlin PLC & Co. Luftverkehrs KG, meglio conosciuta come airberlin, Air Berlin o airberlin.com, è stata una compagnia aerea tedesca. Durante la sua attività è stata la seconda compagnia aerea in Germania e la decima in Europa in termini di passeggeri trasportati. Utilizzava come basi operative principali (hub) gli aeroporti di Berlino-Tegel e Düsseldorf e raggiungeva 171 destinazioni in 40 Paesi. Nel 2013 Air Berlin e le sue sussidiarie hanno trasportato 31,5 milioni di passeggeri.
Air Berlin ha fatto parte dell'alleanza di compagnie aeree Oneworld da marzo 2012. Faceva inoltre parte dell'Etihad Equity Alliance in quanto partecipata di Etihad Airways. Il 28 ottobre 2017 ha cessato tutte le operazioni di volo, come annunciato il 28 settembre precedente.

## Storia

### Anni 70
Air Berlin Inc. è stata fondata come compagnia charter di Berlino nel Luglio 1978 nell'Oregon (USA) con approvazione dell'amministrazione statunitense FAA, in quanto da dopo la fine della Seconda Guerra Mondiale fino alla riunificazione avvenuta nel 1990 potevano volare solo aeromobili delle potenze vincitrici. Sede ufficiale della compagnia aerea era Miami in Florida. Il primo volo della compagnia, operato con un Boeing 707, decollò da Berlino il 28 aprile 1979 diretto a Palma de Mallorca. Air Berlin si focalizzò sul Mar Mediterraneo, specializzandosi su queste destinazioni. Maiorca è stata, fino al termine delle operazioni, fra le destinazioni più importanti di Air Berlin.

### Anni 90
Con la riunificazione tedesca cadde anche la sovranità aerea degli Alleati, così che si rese necessario un cambio di approvazione dell'Ufficio Federale per l'Aeronautica Civile della Germania (LBA). Il 16 aprile 1991 la denominazione della compagnia cambiò in Air Berlin GmbH & Co. Luftverkehrs KG. Successivamente l'amministratore delegato Joachim Hunold modificò sostanzialmente il profilo della società. Da piccola compagnia di charter la società si evolse sviluppando passo dopo passo una rete di collegamenti paragonabili a quelli di linea, fino a diventare la seconda compagnia aerea della Germania. Dal 1999 Air Berlin è membro IATA.

### Anni 2000
Nel 2004 Air Berlin fondò assieme alla compagnia aerea austriaca NIKI la prima alleanza low fare europea. Il 1º gennaio 2006 Air Berlin cambiò la forma giuridica, passando da GmbH & Co. KG a PLC & Co. KG. A partire dall'11 maggio 2006 veniva quotata in borsa.
Nel 2006 Air Berlin acquisì la compagnia aerea dba. Nel 2007 Air Berlin annunciò l'acquisizione della compagnia aerea LTU. Sempre nel 2007 Air Berlin rilevò una quota del 49% della compagnia aerea svizzera Belair Airlines AG. Nel 2009 venne suggellata l'alleanza strategica incentrata sul lungo termine tra Air Berlin PLC e TUI Travel PLC per le rotte tedesche. La rete di rotte di città di TUIfly è stata acquisita da Air Berlin con l'inizio del piano di volo invernale 2009/10 (comunicato stampa di Air Berlin dell'8 settembre 2009)

### Anni 2010
A luglio 2010 è stato annunciato che Air Berlin sarebbe entrata a far parte dell'alleanza mondiale di compagnie aeree oneworld. La totale adesione era prevista per l'inizio del 2012. In attesa dell'ingresso ufficiale Air Berlin concordò con American Airlines e Finnair l'organizzazione di servizi con numero in comune (codesharing) a partire dal piano di volo invernale 2010/2011. Dal 1º aprile 2011, Air Berlin completò l'integrazione della compagnia LTU International, acquisita in agosto 2007. Il servizio aereo fu unificato e alcuni servizi tecnici del gruppo Air Berlin furono trasferiti alla nuova società "airberlin technik GmbH".
A dicembre 2011 Etihad Airways ha innalzato la propria partecipazione in Air Berlin incrementando le proprie azioni dal 3 al 29,2 %.
Nell'agosto 2012 la compagnia terminò il secondo trimestre in rosso con perdite nette per 66,2 milioni di euro rispetto a 'rosso' di 43,9 milioni un anno prima. Il fatturato invece salì dell'1,7% a 1,13 miliardi. Lo comunicò la società il cui numero uno, Hartmut Mehdorn, disse: "abbiamo potuto controbilanciare il forte aumento dei costi esterni con misure interne. L'aumento del fatturato mostra che siamo sulla giusta strada. L'obiettivo di ridurre la flotta ci permetterà di essere meno influenzati dalle fluttuazioni stagionali. Stiamo anche investendo nei voli a lungo raggio per aumentare ulteriormente i profitti e volare in utile, come previsto, il prossimo anno".
Il 15 agosto 2017, Air Berlin ha chiesto l'apertura di una procedura di insolvenza dopo che l'azionista di maggioranza Etihad ha dichiarato di non volerla più sostenere finanziariamente. L’azienda ha concluso le operazioni di volo il 28 settembre 2017.
Il 12 ottobre 2017, Lufthansa ha rilevato 81 aerei e 3000 dipendenti per 210 milioni di euro tramite le sue controllate Niki, l'operatore regionale Walter e altri asset.
il 28 ottobre 2017, Easyjet ha rilevato 25 aerei, il personale navigante di Air Berlin e altri asset compresi gli slot per 40 milioni di euro.

## Composizione societaria
A dicembre 2015 i maggiori azionisti, con quote superiori al 10% sono:

## Bilanci annuali
|                                 | 2006    | 2007    | 2008    | 2009    | 2010    | 2011   | 2012  | 2013   | 2014   | 2015   | 2016   |
| ------------------------------- | ------- | ------- | ------- | ------- | ------- | ------ | ----- | ------ | ------ | ------ | ------ |
| Fatturato [mil. €]              | 1.575,4 | 2.536,5 | 3.400,7 | 3.240,3 | 3.723,6 | 4.227  | 4.312 | 4.147  | 4.160  | 4.081  | 3.785  |
| Utile [mil. €]                  | 40,1    | 21,0    | −75,0   | −9,5    | −106.3  | -420.4 | 6.8   | -315.5 | -376.7 | -446.6 | -781.9 |
| Numero dipendenti               | 4.108   | 8.360   | 8.311   | 8.278   | 8.900   | 9.113  | 9.284 | 8.905  | 8.440  | 8.869  |        |
| Passeggeri [milioni]            | 19.7    | 27.9    | 28.6    | 27.9    | 34.9    | 35.3   | 33.3  | 31.5   | 31.7   | 30.2   | 28.9   |
| Load Factor [%]                 | 75.3    | 77.3    | 78.4    | 77.5    | 76.8    | 84.5   | 83.6  | 84.9   | 83.5   | 84.2   | 84.3   |
| Aeromobili a chiusura esercizio | 117     | 124     | 125     | 152     | 169     | 170    | 155   | 140    | 149    | 153    |        |

## Accordi code sharing
- Alitalia
- American Airlines (Oneworld)
- Bangkok Airways
- British Airways (Oneworld) (luglio 2011)
- Finnair (Oneworld)
- Hainan Airlines
- Meridiana
- NIKI
- S7 Airlines (Oneworld)
- Pegasus Airlines
- Etihad Airways

## Flotta
Il 12 ottobre 2017, 58 aerei di Air Berlin e 23 di Niki sono stati trasferiti a Lufthansa. Al 15 ottobre 2017 la flotta del Gruppo Air Berlin risultava composta come segue:
| Aereo                  | in servizio | Ordinati | Passeggeri | Passeggeri | Passeggeri | Passeggeri | Note |
| Aereo                  | in servizio | Ordinati | C          | w          | Y          | Totale     | Note |
| ---------------------- | ----------- | -------- | ---------- | ---------- | ---------- | ---------- | --- |
| Airbus A319-100        | 11          | —        | 4          | 12         | 132        | 150        | Tutti operati da Eurowings Tutti gli 11 aerei acquistati da Lufthansa                                                  |
| Airbus A320-200        | 61          | —        | 4          | 12         | 162        | 178        | 17 operati da Eurowings 4 operati da Austrian Airlines 27 aerei acquistati da Lufthansa 25 aerei acquistati da EasyJet |
| Bombardier Dash 8 Q400 | 20          | —        | —          | 4          | 72         | 76         | Operati da Eurowings Tutti i 20 aerei acquistati da Lufthansa                                                          |
| Totale                 | 92          | 0        |            |            |            |            | |

Nel maggio 2001 fu la prima compagnia a ricevere il Boeing 737-800 dotato di alette verticali (winglets), introdotte per ridurre il consumo di carburante.
Nel 2010 Air Berlin ha ottenuto un risparmio sul consumo medio specifico di carburante dell'1,1%, registrando un valore pari a 3,60 litri per 100 chilometri passeggeri.
Nel febbraio 2011 Air Berlin riceve il suo primo Boeing 737-800 con il nuovo allestimento di cabina "Sky Interior" (oblò più ampi, illuminazione a LED, nuove pareti laterali e scomparti bagagli).
Nel Settembre 2014 Air Berlin ha cancellato l'ordine per i 18 B737 che doveva ancora ricevere, e un mese dopo annuncia l'intenzione di dismettere tutti i B737 per passare da una flotta mista Boeing/Airbus a una interamente Airbus; entreranno così in flotta anche 14 aeromobili A320 provenienti dal Gruppo Alitalia, oltre a 10 aerei di nuova consegna, mentre non è mai stato deciso come procurarsi i 21 aerei necessari per sostituire tutti i B737.

## Servizio tecnico Air Berlin
Air Berlin Technik, parte del gruppo Air Berlin, è un'organizzazione certificata EASA Part 145 che impiega circa 1.200 persone nella manutenzione di mezzi sia appartenenti al gruppo Air Berlin che ad altre aerolinee europee. Il servizio tecnico Air Berlin è accreditato a livello nazionale da diverse autorità del settore, come USA FAA-145, Canadian CAA-145, Aruba EASA-145, l'ente federale russo per l'aviazione e GCAA, Emirati Arabi Uniti.

## Programma frequent flyer
Il programma di fidelizzazione di Air Berlin si chiama topbonus e annovera oltre 2,5 milioni di partecipanti (ultimo aggiornamento: aprile 2011). A ogni volo corrisponde l'accredito di punti ("miglia") che possono in seguito essere scambiati con passaggi aerei gratuiti (voli premio) o con un upgrade in classe Business. Alla topbonus Card Classic si aggiungono le carte di status Silver e Gold. L'offerta comprende inoltre una carta servizi (Service Card) e una carta di credito, entrambe gratuite.

## Riconoscimenti
- Telegraph Travel Award 2008[11]
- World Travel Award 2008[12]
- European Business Award 2009[11]
- oekom research 2009[11]
- Business Travel Award 2010[13]
- Spain Tourism Award (STAR) 2010[11]
- Skytrax World Airline Award 2010[14]
- Danish Travel Award 2010[11]
- Franz-von-Mendelssohn-Medaille 2010[11]
- TravelPlus Airline Amenity Bag Awards 2011[11]
- Marken-Award 2011[11]

## Incidenti
Il 3 gennaio 2010 il Boeing 737-800 avente numero di registrazione D-ABKF è finito fuori pista all'Aeroporto di Dortmund dopo aver interrotto il decollo a causa di un malfunzionamento degli indicatori di velocità. Nessuno dei 165 passeggeri è rimasto ferito nell'incidente.